# Jakob Schnitzler
Jakob Schnitzler, magyar forrásokban Schnitzler Jakab (Nagyszeben, 1636. január 1. – Nagyszeben, 1684. június 16.) bölcseleti doktor, ágostai evangélikus lelkész, csillagász, teológus.

## Életútja
Apja Schnitzler Jakab diakónus volt. Mmiután a gimnáziumot szülővárosában elvégezte, 1655-ben a wittenbergi egyetemre iratkozott be, ahol 1658. október 14-én szépművészeti és bölcseleti doktori oklevelet nyert. Ugyanott több felolvasást tartott, melyeknek jövedelméből fenntartását pótolta; 1661-ben a bölcseleti kar adjunktusa is volt. Ekkor Melzer András polgármester meghívta a nagyszebeni iskola igazgatójának, mely meghívást elfogadva, 1662. október 1-jén hazájába költözött, magántanári képesítést szerzett és kedvelt tárgyát, a matematikát tanította, az ottani iskola rektora lett. Később lemondott erről a pozíciójáról, majd a filozófia tanszéket foglalta el. 1667-ben újfent rektorrá választották. 1668. december 13-án szülővárosa lelkészének választották, ahol 1684. június 16-án meghalt. Antikopernikánus nézeteket vallott.

## Munkái
- Collegii ublici Secundi Disputat. XII. & penultimam De Rerum publicarum mutatione. Praeside Michaele Wendelero... publice proponit. Wittebergae, 1658.
- Disputatio Physica De Terra; Quam Praeside... Mich. Wendelero... Respondens... Uo. 1658.
- Collegii Publici Tertii atq. ultimi Disputationem IV. De Potestate Domestica, Praeside M. Wendelero... publice proponit. Uo. 1658.
- Disputatio Astronomica De Stellis Fixis quam... Publicae Eruditorum Ventilationi Subjicit Praeses... Uo. 1659.
- Disputatio Astronomica De Stellis Erraticis seu Planetis... Uo. 1659.
- Dissertatio Politico-Mathematica ex Architectura Militari seu fortificatione De Praemunitionibus Fortalitiorum... Uo. 1659.
- Disputatio Astronomica De Stellis Erraticis Extraordinariis seu Cometis... uo., 1659.
- Disputatio Astronomica De Stellis Fixis Novis... Uo. 1659.
- Dissertatio Geographica De Zonis... Uo. 1659.
- Discussio Physico-Astronomica Controversiae inter Ptolomaicos, Tychonicos & Copernicaeos agitatae, An stellae in coelo subsistant immotae & Terra jugi circum volvatur motu, eoque triplici, Diurno, Annuo & Inclinationis seu Reflexionis? Uo. 1660.
- Dissertatio Chorographica De Franconia... Uo. 1660.
- Disputatio Mathematica Ex Architectura Civili De Quinque Columnis Architectonicis, Toscana, Dorica, Jonica, Corinthia & Composita... Uo. 1660.
- Fractatio Astronomica de lobo Coelesti... Uo. 1661.
- Dissertatio Geographica De Climatibus... Uo. 1661.
- Tractatio Geographica De Globo Terrestri... Uo. 1662.
- Disputatio Mathematica ex Architectura Militari De Praxi Bellica Offensiva & Defensiva,... Uo. 1662.
- Disputatio Theologica De Angelis... Qvam... Praeside M. Jacobo Schnitzlero... publicae Eruditorum censurae exponit Respondens Michael Gundesch... Cibinii, 1663.
- Disputatio Historico-Chronologico-Theologica. Illustres quasdam Theses exhibens, Quam... Praeside ... exponit Respondens Lucas Hermannus... Uo. 1663.
- Disputatio Theologica De Creatione Universi, Quam... Praeside... exponit Respondens Johannes Jeremiae... Uo. 1663.
- Decas Quaestionum Philosophicarum Illustrium, Exercitii gratica Eruditorum censurae exposita... Praeside... Respondente Valentino Frank. Uo. 1663.
- Disputatio Theologica Polemica, demonstrans veritatem hujus Propositionis: Purgatorium Pontificium est figmentum, Objectionumq. contrariarum resolutionem succinctam depromens; Quam... Praeside... exponit Respondens Andreas Henning... Uo. 1664.
- Disputatio Philosophico-Politica De principe, Judice & Senatoribus... Praeside... exponit Respondens... Paulus Femgerus... Uo. 1665.
- Dissertatio Theologica Brevem exhibens Analysin Quaestionis: An & quo jure utraque protestas, Ecclesiastica & Saecularis, competat Pontifici Romano?... Praeside... subjicit Georgius Schnell... Uo. 1665.
- Disputatio Theologica De Sponsa Christi Sive De Ecclesia... Praeside... subjicit Paulus Fabricius... Uo. 1667.
- Disputatio Theologica de Vno Deo In Essentia Jehova & Trino In Personis Elohim; ... Praeside... exponit Georgius Kraus... Uo. 1667.
- Disputatio Historico-Theologica exhibens Fasciculum Quaestionum Selectarum De Nativitate Christi... Praeside... proponit Samuel Bausnerus... Uo. 1667.
- Orgel-Predigt Oder Christliche Einsegnungs-Predigt Als das Neue grosse Orgel-Werck, Gott und der Gemeine Gottes übergeben und consecrieret ward in der Grossen Pfarrkirchen in der Haupt Hermannstadt Im Jahr Christi 1673. den 3. Septembris... (Szeben).
- Examen Publicum, quod... 1678. April. In Communem totius Juventutis Scholasticae Cibiniensis aedificationem & exercitationem... sistit & dicat Praeses... Uo. 1678.
- Comet-Stern Predigt, Von dem Vngewöhnlichen und grossen Himmels-Zeichen Oder Neuen Comet- und Wunder-Stern Welcher im nechst verflossenen 1680. Jahr, gegen desselben Ende im Nov. u. Dec. erschienen, und mit seinen Straalen erschrechklich geleuchtet... Uo. 1681.
- Bericht aus Gottes Wort und der Natur von den Erdbebungen Ursprung und Bedeutung, nach vorhergegangenen grossen Erdbeben, so vor wenigen Tagen allhier geschehen in diesem 1861. Jahr. den. 19. Aug. früh Morgens vor Tag um Eins und ein Viertheil darnach... Uo. 1681.

Üdvözlő verseket írt: Bayer, Johannes, Disputatio Metaphysica... Wittebergae, 1659., Rosner Mathias, Dissertatio, Geographica... Uo. 1660. és Schnitzler, Jacobus, Dissertatio Geographica... Uo. 1661. cz. munkákba (az utóbbiban Berger Joh. Guil. felelő tiszteletére).